# Catanzaro Calcio 2011 2015-2016
Questa voce raccoglie le informazioni riguardanti il Catanzaro Calcio 2011 nelle competizioni ufficiali della stagione 2015-2016.

## Stagione
La stagione 2015-2016 sarà per il Catanzaro la 13ª partecipazione alla terza serie del Campionato italiano di calcio.
La squadra effettuerà il ritiro precampionato dal 14 luglio all'8 agosto presso il comune di Cotronei (KR), nel Parco nazionale della Sila.
In seguito al coinvolgimento nell'inchiesta "Dirty soccer", il direttore Armando Ortoli viene sostituito da Carmine Donnarumma, che ricoprirà dunque il doppio ruolo di direttore generale e direttore sportivo. Cambiano anche i quadri tecnici: il confermato allenatore Massimo D'Urso viene affiancato da Salvatore Accursi e Michelangelo Papasidero, che vestirono la maglia giallorossa nella stagione 2011-2012, prima dell'era Cosentino, culminata con la promozione, oltre che Giulio Spader, promosso dalle giovanili. Da segnalare il rientro del preparatore atletico Antonio Raione dopo le varie esperienze in Serie A al Bologna, al Genoa, al Palermo e al Sassuolo.
Il Catanzaro ha fatto il suo debutto ufficiale nella stagione 2015-2016 il 2 agosto, nella trasferta di Lecce, gara valida per il primo turno di Coppa Italia, persa 3 a 2 ai calci di rigore, con conseguente eliminazione dal torneo. Il debutto in campionato, invece, sarà il 6 settembre, nella gara casalinga contro la Casertana.
La campagna abbonamenti si è aperta ufficialmente il 25 agosto.

## Organigramma societario
Organigramma societario tratto dal sito ufficiale.
Area direttiva
- Presidente: Giuseppe Cosentino
- Vicepresidente: Ambra e Gessica Cosentino[14]
- Amministratore delegato: Marco Pecora
- Consulente legale delegato ai rapporti con Federcalcio e Lega: Sabrina Rondinelli
- Direttore generale e sportivo: Carmine Donnarumma[15](fino al 18 marzo 2016)[16]
- Direttore sportivo: Antonello Preiti (dall'11 maggio 2016)[17]

Area organizzativa
- Team manager: Michele Serraino
- Segretario generale: Nazario Sauro

Area marketing
- Responsabile marketing: Emilio Miriello, Dario Negro[18]

Area sanitaria
- Medico sociale: dott. Giuseppe Gualtieri
- Medico consulente cardiologo: dott. Roberto Ceravolo
- Medico consulente ortopedico: dott. Vincenzo Macrì
- Fisioterapista: Saverio Arena, Rocco Giglio
- Recupero infortunati: Giuseppe Talotta

Ufficio stampa
- Responsabile ufficio stampa: Antonio Capria
- Ufficio stampa: Vittorio Ranieri
- Fotografo ufficiale: Salvatore Monteverde
- Fotografo ufficiale: Romana Monteverde
- Operatore di ripresa: Francesco Massaro

Area tecnica
- Allenatore: Massimo D'Urso
(fino al 25 ottobre 2015)
[1]
Alessandro Erra
(dal 26 ottobre 2015)[2]
- Allenatore in seconda: Salvatore Accursi
- Preparatore dei portieri: Paolo Foti
- Preparatore atletico: Antonio Raione
- Responsabile unico del settore giovanile: Carmelo Moro
- Osservatore: Salvatore Accursi
- Osservatore: Michele Ruggiero
- Collaboratori tecnici: Michele Papasidero e Giulio Spader
- Check training: Umberto Nocera
- Tecnico match analist: Vincenzino Sgrò

## Divise e sponsor
Lo sponsor tecnico per la stagione 2015-2016 è Ready, mentre lo sponsor ufficiale è Gicos.
| Casa | Trasferta | Portiere | Casa (2) |

## Rosa
Aggiornata al 13 luglio 2015.
| N. |                   | Ruolo | Calciatore         |
| -- | ----------------- | ----- | ------------------ |
|    | Italia (bandiera) | P     | Loris Cannizzaro   |
|    | Italia (bandiera) | P     | Tommaso Scuffia    |
|    | Italia (bandiera) | P     | Matteo Grandi      |
|    | Italia (bandiera) | D     | Eugenio Calvarese  |
|    | Italia (bandiera) | D     | Matteo Patti       |
|    | Italia (bandiera) | D     | Roberto Fulco      |
|    | Italia (bandiera) | D     | Davide Moi         |
|    | Italia (bandiera) | D     | Alessandro Orchi   |
|    | Italia (bandiera) | D     | Lorenzo Caselli    |
|    | Italia (bandiera) | D     | Luca Ricci         |
|    | Italia (bandiera) | D     | Giampaolo Sirigu   |
|    | Italia (bandiera) | C     | Francesco Agnello  |
|    | Italia (bandiera) | C     | Cristian Barillari |

| N. |                    | Ruolo | Calciatore                 |
| -- | ------------------ | ----- | -------------------------- |
|    | Uruguay (bandiera) | C     | Agustín Olivera            |
|    | Italia (bandiera)  | C     | Sergio Garufi              |
|    | Italia (bandiera)  | C     | Stefano Selvatico          |
|    | Italia (bandiera)  | C     | Mattia Maita               |
|    | Italia (bandiera)  | C     | Alessandro Bernardi        |
|    | Italia (bandiera)  | C     | Giovanni Foresta           |
|    | Italia (bandiera)  | C     | Domenico Giampà (capitano) |
|    | Italia (bandiera)  | C     | Tommaso Squillace          |
|    | Italia (bandiera)  | A     | Marco Firenze              |
|    | Italia (bandiera)  | A     | Simone Caruso              |
|    | Italia (bandiera)  | A     | Andrea Razzitti            |
|    | Italia (bandiera)  | A     | Leonardo Mancuso           |
|    | Nigeria (bandiera) | A     | Kolawole Oyelola Agodirin  |

## Calciomercato

### Sessione estiva(dal 1/7 al 31/8)
| Acquisti | Acquisti             | Acquisti       | Acquisti      |
| R.       | Nome                 | da             | Modalità      |
| -------- | -------------------- | -------------- | ------------- |
| P        | Tommaso Scuffia      | Lecce          | fine prestito |
| P        | Matteo Grandi        | Cesena         | prestito      |
| D        | Gennaro Mallamaci    | Roccella       | fine prestito |
| D        | Giampaolo Sirigu     | Savoia         | definitivo    |
| D        | Federico Pastore     | Roccella       | fine prestito |
| D        | Davide Moi           | AlbinoLeffe    | definitivo    |
| D        | Giusto Priola        | Bassano Virtus | definitivo    |
| D        | Lorenzo Caselli      | Sassuolo       | definitivo    |
| C        | Alessandro Bernardi  | Lumezzane      | definitivo    |
| C        | Stefano Selvatico    | Correggese     | definitivo    |
| C        | Tommaso Morosini     | Savona         | fine prestito |
| C        | Francesco Agnello    | Melfi          | definitivo    |
| C        | Gianluca Di Chiara   | Lecce          | fine prestito |
| C        | Riccardo Martignago  | Pistoiese      | fine prestito |
| C        | Giovanni Foresta     | Crotone        | prestito      |
| C        | Cristian Barillari   | Crotone        | prestito      |
| C        | Mattia Maita         | Reggina        | definitivo    |
| C        | Riccardo Taddei      | Alessandria    | definitivo    |
| A        | Kolawolw Agodirin    | Casertana      | definitivo    |
| A        | Cristiano Ingretolli | Pescara        | prestito      |
| A        | Simone Caruso        | Rende          | definitivo    |
| A        | Leonardo Mancuso     | Cittadella     | definitivo    |

| Cessioni | Cessioni            | Cessioni       | Cessioni              |
| R.       | Nome                | a              | Modalità              |
| -------- | ------------------- | -------------- | --------------------- |
| P        | Mattia Migani       | San Marino     | fine prestito         |
| P        | Giacomo Bindi       | Siena          | definitivo            |
| C        | Carlo Ilari         | Juventus       | fine prestito         |
| C        | Dario Barraco       | Messina        | definitivo            |
| C        | Manuel Giandonato   | Parma          | fine prestito         |
| C        | Badara Sarr         | Parma          | fine prestito         |
| C        | Gianluca Di Chiara  | Foggia         | prestito              |
| C        | Tommaso Morosini    | Virtus Bergamo | rescissione contratto |
| C        | Andrea Russotto     | Salernitana    | definitivo            |
| A        | Andrea Razzitti     | Brescia        | fine prestito         |
| A        | Riccardo Martignago | Pordenone      | rescissione contratto |
| A        | Giovanni Caputa     | Leonfortese    | rescissione contratto |

### Sessione invernale(dal 4/1 al 1/2)
| Acquisti | Acquisti        | Acquisti          | Acquisti   |
| R.       | Nome            | da                | Modalità   |
| -------- | --------------- | ----------------- | ---------- |
| D        | Matteo Patti    | Ischia Isolaverde | definitivo |
| C        | Agustín Olivera | Modena            | prestito   |
| C        | Sergio Garufi   | Feralpisalò       | definitivo |
| A        | Marco Firenze   | Crotone           | prestito   |

| Cessioni | Cessioni             | Cessioni  | Cessioni              |
| R.       | Nome                 | a         | Modalità              |
| -------- | -------------------- | --------- | --------------------- |
| D        | Giusto Priola        | Pistoiese | prestito              |
| D        | Raffaele D'Orsi      | Martina   | definitivo            |
| C        | Riccardo Taddei      |           | rescissione contratto |
| A        | Cristiano Ingretolli | Pescara   | fine prestito         |

## Risultati

### Lega Pro

#### Girone di andata
| Arbitro: | Strippoli (Bari) |

|  |           |               |
|  | Marcatori | 3’ De Angelis |

| Arbitro: | Massimi (Termoli) |

|              |           |              |
| Iemmello 53’ | Marcatori | 83’ L. Ricci |

| Arbitro: | Giovani (Grosseto) |

|                |           |                          |
| Razzitti 45+1’ | Marcatori | 52’ F. Ripa 85’ G. Gomez |

| Arbitro: | Paterna (Teramo) |

|                  |           |  |
| Di Piazza 5’ 41’ | Marcatori |  |

| Arbitro: | Tardino (Milano) |

|                     |           |               |
| Razzitti 69’ (rig.) | Marcatori | 61’ Arrighini |

| Arbitro: | Perotti (Legnano) |

|                                                 |           |                     |
| Calderini 10’ Calil 24’ Musacci 40’ Falcone 56’ | Marcatori | 90’ (rig.) Razzitti |

| Arbitro: | Vesprini (Macerata) |

|                |           |  |
| Ingretolli 55’ | Marcatori |  |

| Arbitro: | Mei (Pesaro) |

|            |           |  |
| Melara 56’ | Marcatori |  |

| Arbitro: | Prontera (Bologna) |

|  |           |           |
|  | Marcatori | 45’ Meola |

| Arbitro: | Morreale (Roma) |

|                               |           |             |
| Giampà 46’ Cosenza 77’ (aut.) | Marcatori | 16’ Doumbia |

| Arbitro: | De Tullio (Bari) |

|  |           |            |
|  | Marcatori | 19’ Giampà |

| Arbitro: | Mainardi (Bergamo) |

|         |           |  |
| Moi 56’ | Marcatori |  |

| Arbitro: | Zingarelli (Siena) |

|           |           |                          |
| Cunzi 42’ | Marcatori | 25’ Agnello 73’ Razzitti |

| Catanzaro 5 dicembre 2015, ore 20:30 CET 14ª giornata | Catanzaro        | 0 – 0 referto | Fidelis Andria | Stadio Nicola Ceravolo (2504 spett.)\| Arbitro: \| Maggioni (Lecco) \| |
| Arbitro:                                              | Maggioni (Lecco) |               |                |                                                                        |

| Arbitro: | Boggi (Salerno) |

|             |           |             |
| Gambino 25’ | Marcatori | 20’ Agnello |

| Arbitro: | Pillitteri (Palermo) |

|                                    |           |  |
| Maita 7’ Razzitti 15’ Agodirin 61’ | Marcatori |  |

| Arbitro: | Schirru (Nichelino) |

|                       |           |  |
| Masini 1’ Soumaré 72’ | Marcatori |  |

#### Girone di ritorno
| Arbitro: | Ranaldi (Tivoli) |

|                              |           |                          |
| De Angelis 68’ Jefferson 71’ | Marcatori | 22’ Mancuso 88’ Razzitti |

| Arbitro: | Di Ruberto (Nocera Inferiore) |

|  |           |                                  |
|  | Marcatori | 30’ 85’ Sarno 47’ (rig.) Agnelli |

| Arbitro: | Panarese (Lecce) |

|          |           |           |
| Diop 47’ | Marcatori | 39’ Patti |

| Arbitro: | Analogo (Collegno) |

|  |           |               |
|  | Marcatori | 67’ Di Grazia |

| Arbitro: | Marinelli (Tivoli) |

|               |           |           |
| La Mantia 57’ | Marcatori | 43’ Patti |

| Catanzaro 21 febbraio 2016, ore 15:00 CET 23ª giornata | Catanzaro               | 0 – 0 referto | Catania | Stadio Nicola Ceravolo (1927 spett.)\| Arbitro: \| Paolini[70] (Ascoli Piceno) \| |
| Arbitro:                                               | Paolini (Ascoli Piceno) |               |         |                                                                                   |

| Arbitro: | Guarino (Caltanissetta) |

|                                     |           |  |
| Schetter 13’ Baclet 49’ (rig.), 71’ | Marcatori |  |

| Arbitro: | Balice (Termoli) |

|             |           |            |
| Agnello 28’ | Marcatori | 68’ Melara |

| Arbitro: | Mancini (Fermo) |

|                                      |           |  |
| Di Lorenzo 19’ Tomi 26’ Albadoro 70’ | Marcatori |  |

| Arbitro: | Piscopo (Imperia) |

|                                                    |           |  |
| Moscardelli 2’ Doumbia 19’ Papini 54’ Caturano 65’ | Marcatori |  |

| Arbitro: | Provesi (Treviglio) |

|                          |           |  |
| Razzitti 31’ Mancuso 77’ | Marcatori |  |

| Arbitro: | Zanonato (Vicenza) |

|             |           |             |
| Olivera 58’ | Marcatori | 67’ Tavares |

| Arbitro: | Camplone (Pescara) |

|             |           |  |
| Olivera 63’ | Marcatori |  |

| Andria 16 aprile 2016, ore 15:00 CET 31ª giornata | Fidelis Andria     | 0 – 0 referto | Catanzaro | Stadio Degli Ulivi (2263 spett.)\| Arbitro: \| Giovani (Grosseto) \| |
| Arbitro:                                          | Giovani (Grosseto) |               |           |                                                                      |

| Arbitro: | Fourneau (Roma) |

|              |           |                         |
| Agodirin 41’ | Marcatori | 53’ Croce 90+2’ Ferrara |

| Arbitro: | Viotti (Tivoli) |

|  |           |              |
|  | Marcatori | 15’ Agodirin |

| Arbitro: | Baroni (Firenze) |

|              |           |  |
| Razzitti 63’ | Marcatori |  |

### Coppa Italia
| Arbitro: | Mastrodonato (Molfetta) |

|                                              |                      |                                      |
| Moscardelli Rosafio Lepore Herrera Abruzzese | Tiri di rigore 3 – 2 | Razzitti Maita Agnello Orchi Mancuso |

### Coppa Italia Lega Pro
| Arbitro: | Catona (Reggio Calabria) |

|                         |           |  |
| Roghi 73’ Cristaldi 85’ | Marcatori |  |

## Statistiche

### Statistiche di squadra
| Competizione          | Punti                | In casa | In casa | In casa | In casa | In casa | In casa | In trasferta | In trasferta | In trasferta | In trasferta | In trasferta | In trasferta | Totale | Totale | Totale | Totale | Totale | Totale | DR  |
| Competizione          | Punti                | G       | V       | N       | P       | Gf      | Gs      | G            | V            | N            | P            | Gf           | Gs           | G      | V      | N      | P      | Gf     | Gs     | DR  |
| --------------------- | -------------------- | ------- | ------- | ------- | ------- | ------- | ------- | ------------ | ------------ | ------------ | ------------ | ------------ | ------------ | ------ | ------ | ------ | ------ | ------ | ------ | --- |
| Lega Pro              | 41                   | 17      | 7       | 4       | 6       | 15      | 13      | 17           | 3            | 7            | 7            | 11           | 26           | 34     | 10     | 11     | 13     | 27     | 40     | -13 |
| Coppa Italia          | primo turno          | -       | -       | -       | -       | -       | -       | 1            | 0            | 1            | 0            | 0            | 0            | 1      | 0      | 1      | 0      | 0      | 0      | 0   |
| Coppa Italia Lega Pro | sedicesimi di finale | -       | -       | -       | -       | -       | -       | 1            | 0            | 0            | 1            | 0            | 2            | 1      | 0      | 0      | 1      | 0      | 2      | -2  |
| Totale                | 41                   | 17      | 7       | 4       | 6       | 15      | 13      | 19           | 3            | 8            | 8            | 11           | 28           | 36     | 10     | 12     | 14     | 27     | 42     | -15 |

### Andamento in campionato
| Giornata  | 1  | 2  | 3  | 4  | 5  | 6  | 7  | 8  | 9  | 10 | 11 | 12 | 13 | 14 | 15 | 16 | 17 | 18 | 19 | 20 | 21 | 22 | 23 | 24 | 25 | 26 | 27 | 28 | 29 | 30 | 31 | 32 | 33 | 34 |
| --------- | -- | -- | -- | -- | -- | -- | -- | -- | -- | -- | -- | -- | -- | -- | -- | -- | -- | -- | -- | -- | -- | -- | -- | -- | -- | -- | -- | -- | -- | -- | -- | -- | -- | -- |
| Luogo     | C  | T  | C  | T  | C  | T  | C  | T  | C  | C  | T  | C  | T  | C  | T  | C  | T  | T  | C  | T  | C  | T  | C  | T  | C  | T  | T  | C  | T  | C  | T  | C  | T  | C  |
| Risultato | P  | N  | P  | P  | N  | P  | V  | P  | P  | V  | V  | V  | V  | N  | N  | V  | P  | N  | P  | N  | P  | N  | N  | P  | N  | P  | P  | V  | N  | V  | N  | P  | V  | V  |
| Posizione | 15 | 11 | 16 | 18 | 17 | 18 | 16 | 16 | 18 | 16 | 14 | 13 | 11 | 9  | 10 | 8  | 9  | 9  | 10 | 11 | 12 | 12 | 13 | 14 | 13 | 14 | 14 | 13 | 12 | 12 | 12 | 14 | 13 | 11 |

Fonte:  Lega Pro Girone C 2015/2016, su calcio.com.
Legenda:

Luogo: C = Casa; T = Trasferta. Risultato: V = Vittoria; N = Pareggio; P = Sconfitta.

### Statistiche dei giocatori
In corsivo i giocatori ceduti a stagione in corso.
| Giocatore     | Lega Pro | Lega Pro | Lega Pro    | Lega Pro   | Coppa Italia | Coppa Italia | Coppa Italia | Coppa Italia | Coppa Italia Lega Pro | Coppa Italia Lega Pro | Coppa Italia Lega Pro | Coppa Italia Lega Pro | Totale   | Totale | Totale      | Totale     |
| Giocatore     | Presenze | Reti     | Ammonizioni | Espulsioni | Presenze     | Reti         | Ammonizioni  | Espulsioni   | Presenze              | Reti                  | Ammonizioni           | Espulsioni            | Presenze | Reti   | Ammonizioni | Espulsioni |
| ------------- | -------- | -------- | ----------- | ---------- | ------------ | ------------ | ------------ | ------------ | --------------------- | --------------------- | --------------------- | --------------------- | -------- | ------ | ----------- | ---------- |
| F. Agnello    | 32       | 2        | 9           | 0          | 1            | 0            | 0            | 0            | -                     | -                     | -                     | -                     | 33       | 2      | 9           | 0          |
| K. Agodirin   | 24       | 3        | 1           | 0          | -            | -            | -            | -            | -                     | -                     | -                     | -                     | 24       | 3      | 1           | 0          |
| C. Barillari  | -        | -        | -           | -          | -            | -            | -            | -            | 1                     | 0                     | 0                     | 0                     | 1        | 0      | 0           | 0          |
| D. Barraco    | -        | -        | -           | -          | -            | -            | -            | -            | -                     | -                     | -                     | -                     | -        | -      | -           | -          |
| A. Bernardi   | 26       | 0        | 5           | 2          | -            | -            | -            | -            | -                     | -                     | -                     | -                     | 26       | 0      | 5           | 2          |
| E. Calvarese  | 11       | 0        | 2           | 0          | 1            | 0            | 1            | 0            | -                     | -                     | -                     | -                     | 12       | 0      | 3           | 0          |
| L. Cannizzaro | -        | -        | -           | -          | -            | -            | -            | -            | -                     | -                     | -                     | -                     | -        | -      | -           | -          |
| G. Caputa     | -        | -        | -           | -          | -            | -            | -            | -            | -                     | -                     | -                     | -                     | -        | -      | -           | -          |
| S. Caruso     | 14       | 0        | 1           | 0          | -            | -            | -            | -            | 1                     | 0                     | 0                     | 0                     | 15       | 0      | 1           | 0          |
| L. Caselli    | 2        | 0        | 1           | 0          | -            | -            | -            | -            | 1                     | 0                     | 0                     | 0                     | 3        | 0      | 1           | 0          |
| R. D'Orsi     | -        | -        | -           | -          | 1            | 0            | 0            | 0            | 1                     | 0                     | 0                     | 0                     | 2        | 0      | 0           | 0          |
| M. Firenze    | 11       | 0        | 0           | 0          | -            | -            | -            | -            | -                     | -                     | -                     | -                     | 11       | 0      | 0           | 0          |
| G. Foresta    | 20       | 0        | 4           | 0          | 1            | 0            | 0            | 0            | -                     | -                     | -                     | -                     | 21       | 0      | 4           | 0          |
| R. Fulco      | 2        | 0        | 0           | 0          | -            | -            | -            | -            | 1                     | 0                     | 0                     | 0                     | 3        | 0      | 0           | 0          |
| S. Garufi     | 6        | 0        | 0           | 0          | -            | -            | -            | -            | -                     | -                     | -                     | -                     | 6        | 0      | 0           | 0          |
| D. Giampà     | 16       | 2        | 3           | 0          | 1            | 0            | 0            | 0            | -                     | -                     | -                     | -                     | 17       | 2      | 3           | 0          |
| M. Grandi     | 27       | -27      | 3           | 0          | -            | -            | -            | -            | -                     | -                     | -                     | -                     | 27       | -27    | 3           | 0          |
| C. Ingretolli | 11       | 1        | 1           | 0          | 1            | 0            | 0            | 0            | 1                     | 0                     | 0                     | 0                     | 13       | 1      | 1           | 0          |
| M. Maita      | 27       | 1        | 10          | 1          | 1            | 0            | 0            | 0            | -                     | -                     | -                     | -                     | 28       | 1      | 10          | 1          |
| L. Mancuso    | 33       | 1        | 3           | 0          | 1            | 0            | 0            | 0            | 1                     | 0                     | 0                     | 0                     | 35       | 1      | 3           | 0          |
| R. Martignago | -        | -        | -           | -          | -            | -            | -            | -            | -                     | -                     | -                     | -                     | -        | -      | -           | -          |
| D. Moi        | 18       | 1        | 6           | 0          | -            | -            | -            | -            | -                     | -                     | -                     | -                     | 18       | 1      | 6           | 0          |
| A. Olivera    | 11       | 2        | 1           | 0          | -            | -            | -            | -            | -                     | -                     | -                     | -                     | 11       | 2      | 1           | 0          |
| A. Orchi      | 18       | 0        | 2           | 0          | 1            | 0            | 0            | 0            | 1                     | 0                     | 1                     | 0                     | 20       | 0      | 3           | 0          |
| C. Pagano     | -        | -        | -           | -          | -            | -            | -            | -            | 1                     | 0                     | 0                     | 0                     | 1        | 0      | 0           | 0          |
| M. Patti      | 10       | 2        | 1           | 1          | -            | -            | -            | -            | -                     | -                     | -                     | -                     | 10       | 2      | 1           | 1          |
| G. Priola     | 8        | 0        | 1           | 0          | -            | -            | -            | -            | -                     | -                     | -                     | -                     | 8        | 0      | 1           | 0          |
| A. Razzitti   | 33       | 7        | 3           | 0          | 1            | 0            | 0            | 0            | -                     | -                     | -                     | -                     | 34       | 7      | 3           | 0          |
| L. Ricci      | 31       | 1        | 6           | 0          | 1            | 0            | 0            | 0            | -                     | -                     | -                     | -                     | 32       | 1      | 6           | 0          |
| T. Scuffia    | 6        | -11      | 1           | 0          | 1            | 0            | 0            | 0            | 1                     | -2                    | 0                     | 0                     | 8        | -13    | 1           | 0          |
| S. Selvatico  | 6        | 0        | 1           | 0          | -            | -            | -            | -            | -                     | -                     | -                     | -                     | 6        | 0      | 1           | 0          |
| G. Sirigu     | 1        | 0        | 0           | 0          | 1            | 0            | 0            | 0            | 1                     | 0                     | 0                     | 0                     | 3        | 0      | 0           | 0          |
| T. Squillace  | 31       | 0        | 7           | 0          | 1            | 0            | 0            | 0            | -                     | -                     | -                     | -                     | 32       | 0      | 7           | 0          |
| R. Taddei     | 14       | 0        | 1           | 0          | -            | -            | -            | -            | -                     | -                     | -                     | -                     | 14       | 0      | 1           | 0          |
| D. Vitale     | 1        | 0        | 0           | 0          | -            | -            | -            | -            | -                     | -                     | -                     | -                     | 1        | 0      | 0           | 0          |

## Giovanili

### Organigramma
Dal sito ufficiale della società
Berretti
- Allenatore: Gianluca Procopio
- Preparatore atletico: Giuseppe Talotta
- Preparatore dei portieri: Francesco Parrotta

Allievi Nazionali
- Allenatore: Gianluca Teti
- Preparatore atletico: Patrizio Ruocco
- Preparatore dei portieri: Antonino Aiello

Giovanissimi Nazionali
- Allenatore: Giulio Spader
- Preparatore atletico: Giuseppe Sestito
- Preparatore dei portieri: Amedeo Amelio

Giovanissimi Regionali
- Allenatore: Fabio Putrone
- Preparatore atletico:  Andrea Cutrupi

Area tecnica
- Responsabile del settore giovanile: Carmelo Moro
- Responsabile dell'attività motoria del Settore Giovanile: Giuseppe Sestito.
- Responsabile della preparazione dei portieri del Settore Giovanile : Antonino Aiello
- Responsabile sanitario: Massimo Iera
- Fisioterapista: Cesare Romagnino
- Responsabile dell'attività organizzativa e logistica: Nicola Canino
- Responsabile di Segreteria: Rosario Procopio
- Dirigente Accompagnatore: Maurizio Avellone
- Magazziniere: Salvatore Costa
- Ufficio stampa: Antonio Capria e Vittorio Ranieri